# Хантер, Альберта
Альбе́рта Ха́нтер (англ. Alberta Hunter; 1 апреля 1895, Мемфис, Теннесси — 17 октября 1984, Нью-Йорк, США) — американская блюзовая певица, автор песен и медсестра. Начав свою музыкальную карьеру в 1920-х годах и получив широкую известность благодаря своим вокальным данным и энергичному стилю исполнения, в 1950 году она покинула сцену и стала работать медсестрой, вернувшись на эстраду лишь в последние годы жизни, в конце 1970-х.

## Биография
Родилась в Мемфисе, штат Теннесси, в неблагополучной семье. Её отец бросил семью вскоре после рождения, а мать, бывшая служанкой в публичном доме, вышла замуж во второй раз в 1906 году, но у Альберты не сложились отношения с отчимом. Она сбежала из дома в возрасте примерно 11 лет (точную дату этого события она никогда не называла) и отправилась в Чикаго, где устроилась чистильщицей картофеля в пансион за 6 долларов в неделю. Специально одеваясь так, чтобы выглядеть старше, она пыталась найти работу певицей и в конце концов к 1915 году начала выступать по ночам в кафе «Панама», одном из самых популярных учреждений города для чернокожих, где исполняла блюз. В 1913 или 1915 году её мать переехала жить к ней, а через какое-то время они переехали жить в Нью-Йорк.
К 1917 году её зарплата составляла уже 35 долларов в неделю, и в том же году она отправилась на свои первые гастроли по Европе, где была принята публикой очень благосклонно. Уже к началу 1920-х годов Хантер получила широкую известность, записываясь на множестве известных студий и, в частности, с 1922 по 1927 год записав несколько пластинок с Пэрри Брэдфордом и в 1927 году начав серию гастролей между Нью-Йорком, Чикаго и европейскими столицами. В 1928—1929 годах работала в Лондоне с Полем Робсоном, в 1929 году вернулась, в 1933 вновь уехав в Европу, вернувшись домой ненадолго в 1937 и окончательно — в 1938 году. В конце Второй мировой войны и в годы Корейской войны Картер давала концерты на фронтах в рамках деятельности USO. В начале 1950-х годов она также гастролировала в Чикаго, Канаде и Англии, но в 1954 году, после смерти матери, неожиданно приняла решение оставить сцену и стать медсестрой. Для этого она уменьшила свой возраст, подделала диплом о среднем образовании и поступила на трёхлетние медицинские курсы.
О её жизни в период с 1957 по 1977 год известно не так много, но, по всей видимости, она была хорошей медсестрой и добросовестно ухаживала за пациентами. Она вышла на пенсию в 1977 году, достигнув якобы 70-летнего возраста, хотя на самом деле ей было уже 82 года. За эти 20 лет она лишь два раза и на очень короткое время, в 1961 и 1962 году, возвращалась на студию звукозаписи по просьбе друзей, где записала в общей сложности четыре песни. В 1978 году, тем не менее, она приняла решение вернуться на эстраду и подписала контракт с Columbia Records, что привлекло усиленное внимание прессы, которая окружила её большим вниманием, чем даже во время пика её славы. Первоначально Хантер выступала в клубе Гринвич-Виллидж, а после отправилась на гастроли по странам Европы и Латинской Америки. Свой последний концерт дала за несколько месяцев до смерти. В 2011 году посмертно была введена в Зал славы блюза.